# Síň slávy českého hokeje

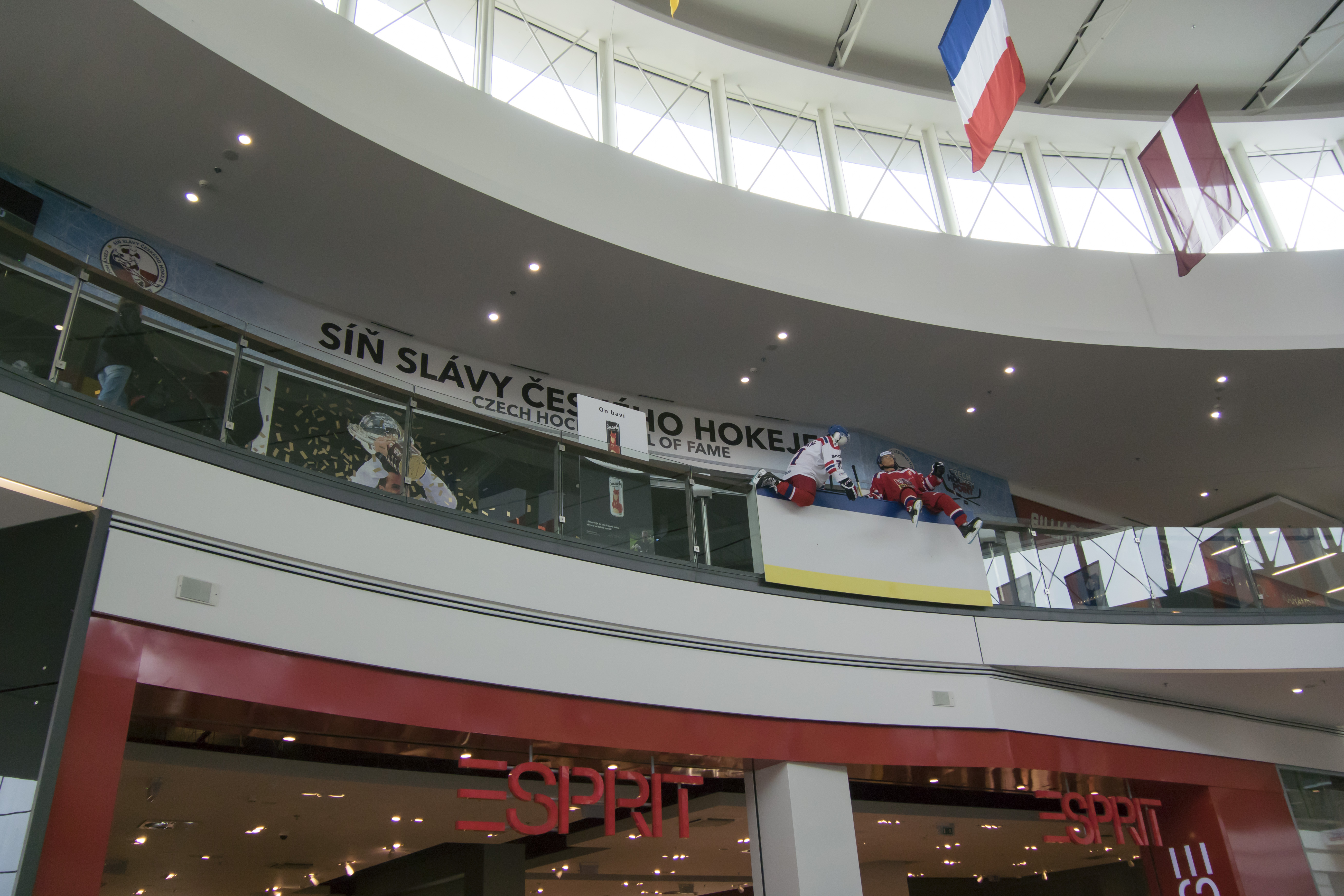
Hlavní vchod do Síně slávy v Galerii Harfa

Síň slávy českého hokeje sdružuje osobnosti, které se významnou měrou zasloužily o úspěchy či rozvoj ledního hokeje ve jménu Čech, Československa či České republiky. Vedle své symbolické podoby existuje rovněž fyzická („kamenná“) síň slávy otevřená v Praze.

## Historie

### Otevření síně slávy
Při jejím otevření 4. listopadu 2008 během oslav sta let českého hokeje do ní bylo uvedeno celkem 41 osobností, které vybrala skupina odborníků vedená Karlem Gutem. Každý uvedený byl tehdy navíc dekorován zlatou pamětní medailí, děkovnou plaketou a dopisem od premiéra České republiky Mirka Topolánka.

### Uvedení nových členů
Po uvedení prvních jednačtyřiceti osobností se objevily spory o jednotlivých dekorovaných. Nejčastěji se zmiňovala absence Jaroslava Holíka, který podle některých názorů neměl být mezi uvedenými opomenut. Dominik Hašek se proto rozhodl k iniciování skupiny, která by stanovila jasná pravidla pro uvádění do Síně slávy. Skupina byla ustavena a přednesla pět dalších jmen, které by neměly v Síni slávy chybět. Jejich návrh byl vedením Českého svazu ledního hokeje schválen a 17. dubna 2009 na Galavečeru českého hokeje v Liberci bylo těchto pět osobností do Síně slávy uvedeno..
Další skupina nových členů byla do Síně slávy uvedena 6. května 2010 před přípravným utkáním před Mistrovstvím světa 2010 mezi mužstvy České republiky a Běloruska, které se sehrálo v pražské O2 areně. Následovala je skupina přijatá do Síně slávy 15. prosince 2011 před přípravným utkáním české a švédské hokejové reprezentace hrané v Chomutově v rámci Channel One Cupu.
Další přírůstek zaznamenala Síň slávy 7. listopadu 2012 v liberecké Tipsport aréně (od 31. října 2014 pojmenované „Home Credit Arena“), kdy do ní byli během první přestávky v utkání mezi českou hokejovou reprezentací a Švédskem uvedeni čtyři další hráči.
Aby mohla být osobnost zařazena mezi členy Síně slávy, musí její členství podpořit nejméně dvě třetiny jejích žijících členů.

## Kamenná síň slávy
U příležitosti konání mistrovství světa v ledním hokeji v roce 2015, které se konalo v České republice, byla v obchodním domě Harfa nacházejícím se v sousedství pražské haly, v níž se turnaj konal, otevřena kamenná síň slávy. Ač ji někteří označovali za jednu z nejlepších podobných expozic v Evropě, ne-li vůbec nejlepší, po osmi letech provozu 29. května 2023 náhle skončila. Důvodem měla být ekonomická náročnost jejího provozu, která dosahovala 18,5 milionu korun ročně. Nové prostory plánoval najít v obchodním domě Palladium na pražském náměstí Republiky, kde měl otevírat v březnu 2024. Ke konci srpna 2023 však český svaz ledního hokeje oznámil, že mění zamýšlenou lokalitu, a to do objektu v ulici Nekázanka. V ní se nakonec kamenná síň 7. května 2024 skutečně otevřela. Oproti svému původnímu umístění zaujímá menší plochu a navíc zmizely trenažéry hokejových dovedností. Návštěvníkům naopak nabízí možnost zahrát si na dotykových obrazovkách vědomostní kvízy nebo si sestavit puzzle s tematikou ledního hokeje.

## Členové Síně slávy
- Tučně = žijící

### Uvedení 4. listopadu 2008
Osobnosti byly uváděny podle období, v nichž se především proslavily.

#### Období 1908–1945
- Josef Maleček  (1903–1982)
- Jan Peka  (1894–1985)
- Josef Šroubek  (1891–1964)
- Ladislav Troják  (1914–1948) – Letecká nehoda nad Lamanšským průlivem
- Jiří Tožička  (1901–1981) – trenér

#### Období 1946–1969
- Vladimír Bouzek  (1920–2006) – trenér
- Augustin Bubník  (1928–2017)
- Vlastimil Bubník  (1931–2015)
- Mike Buckna  (1913–1996) – trenér
- Josef Černý
- Karel Gut  (1927–2014) – hráč, trenér
- Stanislav Konopásek  (1923–2008)
- Bohumil Modrý  (1916–1963)
- Václav Roziňák  (1922–1997)
- Miroslav Šubrt  (1926–2012) – funkcionář
- Vladimír Zábrodský  (1923–2020)

#### Období 1970–1992
- Zdeněk Andršt  (1912–1985) – funkcionář
- Jiří Holeček
- Jiří Holík
- Vladimír Kostka st.  (1922–2009) – trenér, funkcionář
- Oldřich Machač  (1946–2011)
- Vladimír Martinec
- Václav Nedomanský
- Milan Nový
- Jaroslav Pitner  (1926–2009) – trenér
- František Pospíšil
- Vladimír Růžička
- Jan Suchý  (1944–2021)

#### Období 1993–2008

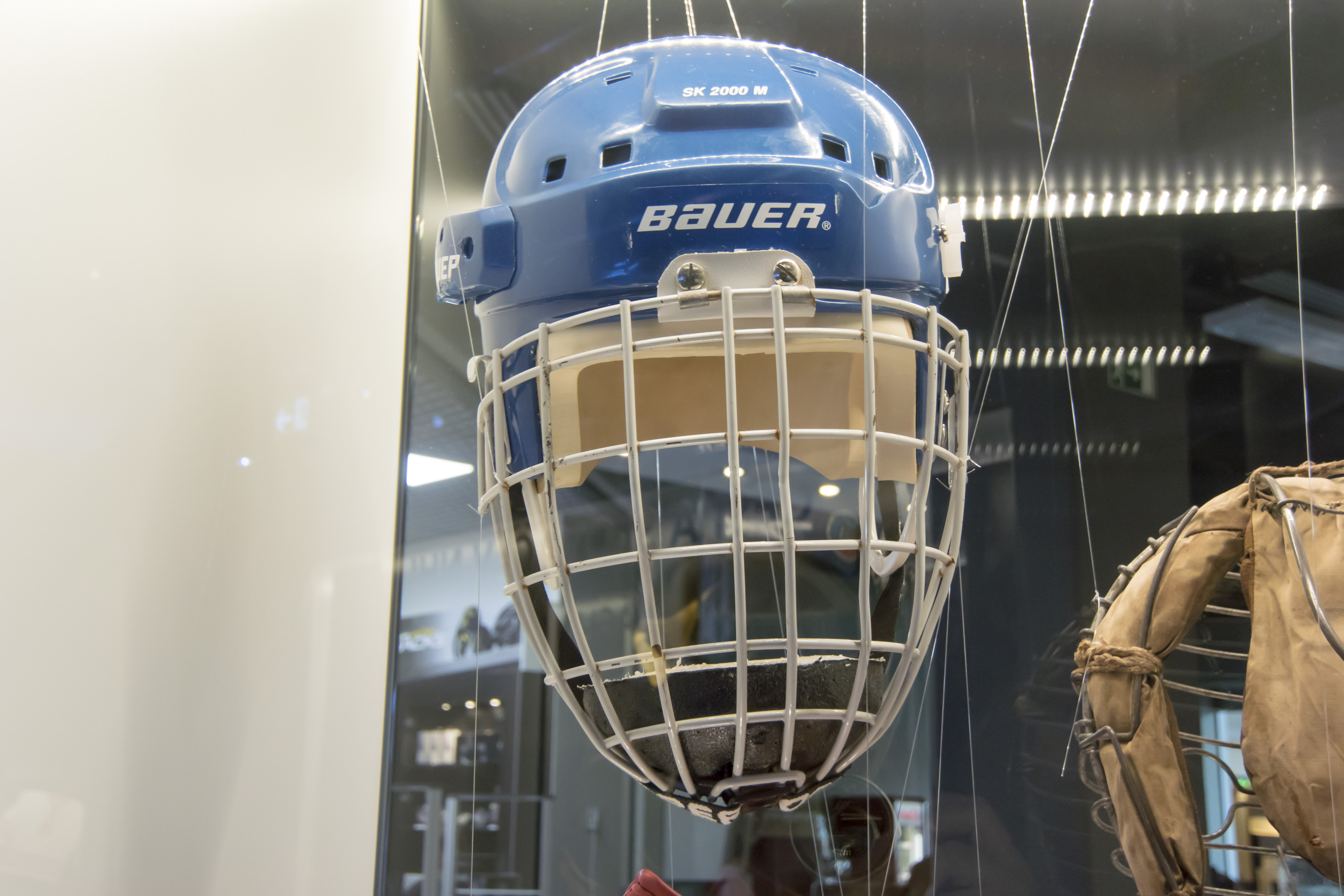
Maska Dominika Haška v Síni slávy

- Josef Augusta  (1946–2017) – hráč, trenér
- Luděk Bukač  (1935–2019) – trenér
- Jiří Dopita
- Dominik Hašek
- Ivan Hlinka  (1950–2004) – hráč, trenér
- Jaromír Jágr
- František Kaberle mladší
- Stanislav Neveselý  – trenér
- Pavel Patera
- Martin Procházka
- Robert Reichel
- Martin Straka
- David Výborný

### Uvedení 17. dubna 2009
- Rudolf Baťa  (1927–2017) – rozhodčí
- Jaroslav Holík  (1942–2015)
- Vladimír Kobranov  (1927–2015)
- Jaroslav Pouzar
- František Vaněk  (1931–2020)

### Uvedení 6. května 2010
- Stanislav Bacílek  (1929–1997)
- Jiří Bubla
- Jaromír Citta  – funkcionář
- František Černík
- Bronislav Danda  (1930–2015)
- Jaroslav Drobný  (1921–2001)
- Miroslav Dvořák  (1951–2008)
- Vladimír Dzurilla  (1942–1995)
- Bohuslav Ebermann
- Richard Farda
- Jozef Golonka
- Josef Gruss  (1884–1968)
- Josef Horešovský
- Ladislav Horský  (1927–1983) – trenér
- Miloslav Hořava
- Jiří Hrdina
- Karel Hromádka  (1905–1978)
- Milan Chalupa
- Miloslav Charouzd  (1928–2001)
- Jaroslav Jirkovský  (1891–1966)
- Jaroslav Jiřík  (1939–2011)
- František Kaberle
- Milan Kajkl  (1950–2014)
- Jan Kasper  (1932–2005)
- Jan Klapáč
- Jiří Kochta
- Jiří Králík
- Oldřich Kučera  (1914–1964)
- Jiří Lála
- Josef Laufer  (1891–1966) – funkcionář
- Vincent Lukáč
- Josef Mikoláš  (1938–2015)
- Vladimír Nadrchal
- Eduard Novák  (1946–2010)
- Jiří Novák  (* 1950)
- František Pácalt  (1912–2001)
- Jan Palouš  (1888–1971)
- Václav Pantůček  (1934–1994)
- Miloslav Pokorný  (1926–1948) – Letecká nehoda nad Lamanšským průlivem
- Rudolf Potsch
- Emil Procházka  (1874–1942) – funkcionář
- Jaroslav Pušbauer  (1901–1974)
- Pavel Richter
- Jaroslav Řezáč  (1886–1974) – funkcionář
- Ján Starší  (1933–2019)
- Karel Stibor  (1924–1948) – Letecká nehoda nad Lamanšským průlivem
- Jiří Šejba
- Bohuslav Šťastný
- Marián Šťastný
- Peter Šťastný
- Vilibald Šťovík  (1917–1948) – Letecká nehoda nad Lamanšským průlivem
- František Tikal  (1933–2008)
- Josef Trousílek  (1918–1990)
- Otakar Vindyš  (1884–1949)
- Miroslav Vlach  (1935–2001)

### Uvedení 15. prosince 2011
- Miroslav Kluc  (1922–2012) – hráč
- Vlastimil Sýkora  (1922–2013) – trenér
- Jan Marek  (1979–2011) – hráč
- Karel Rachůnek  (1979–2011) – hráč
- Josef Vašíček  (1980–2011) – hráč

### Uvedení 7. listopadu 2012
- František Kučera  – hráč
- Antonín Stavjaňa  – hráč
- František Vacovský  (1926–2016) – hráč
- Pavel Wohl  – trenér

### Uvedení 19. prosince 2013
- Bohumil Prošek  (1931–2014) – hráč
- Arnold Kadlec  – hráč
- Bedřich Ščerban  – hráč
- Josef Dovalil  – činovník

### Uvedení 18. prosince 2014
- Jan Havel[21]
- František Ševčík  (1942–2017)
- Ladislav Šmíd st.
- Luděk Brábník – někdejší trenér, novinář a televizní komentátor  (1926–1989)

### Uvedení 17. prosince 2015
- Jan Hrbatý[22],  (1942–2019)
- Jiří Kučera
- Robert Lang
- Pavel Křížek  – masér

### Uvedení 3.listopadu 2016
- Quido Adamec – rozhodčí[23] (1924–2007)
- Vladimír Bednář[23]
- Josef Paleček[23]
- Jaroslav Špaček[23]

### Uvedení 13.prosince 2017
- Jaroslav Benák[24]
- Luděk Čajka[24] (1963–1990)
- Stanislav Prýl[24] (1942–2015)
- Otto Trefný (1932–2019) – lékař reprezentace[24]

### Uvedení 22. ledna 2019
- Roman Hamrlík[12]
- Martin Ručinský[12]
- Oldřich Válek[12]
- Zdeněk Uher – trenér[12]

### Uvedení 12.prosince 2019
Osobnosti byly uvedeny v Praze.
- Milan Hejduk[25]
- Miroslav Martínek – masér[25]
- Radoslav Svoboda[26]
- Jiří Šlégr[25]

### Uvedení 16. prosince 2021
Osobnosti byly uvedeny v Praze.
- Vladimír Vůjtek
- Jaromír Meixner
- Stanislav Sventek  (1930–2000)
- Čeněk Pícha  (1921–1984)

### Uvedení 14. prosince 2022
- Petr Bříza[28]
- Patrik Eliáš[28]
- David Moravec[28]
- Aleš Procházka – novinář[28]

### Uvedení 14. prosince 2023
- Roman Turek
- Tomáš Kaberle
- Petr Sýkora
- Roman Herink – parahokejový funkcionář

### Uvedení 9. prosince 2024
- Petr Svoboda
- Petr Nedvěd
- Petr Vichnar – televizní komentátor

Ke dni 9. prosince 2024 má síň celkem 153 členů.